# 华丽异漏蛛
华丽异漏蛛（学名：Allagelena opulenta）为漏斗蛛科异漏蛛属的动物。分布于日本、朝鲜、臺灣以及中国大陆的吉林、辽宁、内蒙古、安徽、浙江、四川、云南等地，主要生活于灌木丛及果园。该物种的模式产地在日本。